# هيرونيموس شرايبر
هيرونيموس شرايبر (بالألمانية: Hieronymus Schreiber)‏ هو عالم فلك ورياضياتي ألماني، ولد في القرن السادس عشر في نورنبرغ في ألمانيا، وتوفي في 1547 في باريس في فرنسا.